# Rudolf Witzig
Rudolf Witzig (Röhlinghausen, Wanne-Eickel, 14 de agosto de 1916 — Oberschleißheim, 3 de outubro de 2001) foi um paraquedista alemão durante a Segunda Guerra Mundial e, no pós-guerra, após voltar a juntar às forças armadas alemãs, chegou ao posto de Coronel.
Durante a Segunda Guerra Mundial foi condecorado duas vezes com a Cruz de Ferro, uma com a Cruz Germânica e uma com a Cruz de Cavaleiro da Cruz de Ferro,  graças à sua prestação e contributo para o sucesso da operação contra a Fortaleza de Eben-Emael. Participou também no assalto paraquedista à Ilha de Creta e em operações no norte de África e na Frente Oriental.